# Dobbeltdrabet på Saxenhøj
Dobbeltdrabet på Saxenhøj fandt sted den 7. maj 2014, da en 28-årige beboer på forsorgshjemmet Saxenhøj i Sakskøbing knivdræbte den 69-årige læge Flemming Møgelmose og den 40-årige socialrådgiver Jan Bundtofte Stryhn. Den 8. maj 2014 blev den 28-årige mand fremstillet in absentia ved Retten i Nykøbing Falster, hvor han blev varetægtsfængslet i fire uger.
Den 28-årige mand har været anbragt på det psykiatriske hospital Oringe i Vordingborg, siden han blev anholdt efter det voldsomme knivstikkeri den 7. maj. Her er han anbragt midlertidigt, mens man afventer, at der bliver en plads ledig på Sikringen på Sjælland, hvor landets farligste forbrydere er anbragt.
Den 28-årige er sigtet for at have dræbt en 40-årig socialrådgiver og en 69-årig læge, samt at have såret en anden beboer i forbindelse med, at lægen og socialrådgiveren skulle tilse den 28-årige på hans værelse på Saxenhøj. De tre blev stukket med en køkkenkniv, som den 28-årige har erkendt selv at have købt i en genbrugsforretning og opbevaret på sit værelse. Den 28-årige har erkendt over for politiet, at han stak de to Saxenhøj-medarbejdere flere gange med kniven, ligesom han også har erkendt at have stukket den 50-årige beboer.

## Baggrund

### Saxenhøj
Forsorgshjemmet Saxenhøj er en døgninstitution med 68 pladser samt et aktivitets- og dagtilbud, beliggende i Sakskøbing på det nordøstlige Lolland i Guldborgsund Kommune.
Team 1 har 17 døgnpladser, tre sygestuer som bliver brugt til afrusning, afgiftning og almindelig somatisk pleje. Der er herudover fem pladser samt én aflastningsplads til Efterforsorgen på Natherberget. Målet for opholdet på Team 1 er afklaring af egen situation, og skulle max. vare 3-4 måneder og indtil man finder en anden eller mere permanent løsning, som kunne være overgang til en anden bolig på Forsorgshjemmet.
Team 2 har 28 pladser og har til huse på Søvang. I halvdelen af Søvang er der et "Ungeprojekt". Der er i alt plads til 12 unge i projektet og der sker en målrettet indsats for unge mellem 18 og 30 år. I Nykøbing har Forsorgshjemmet en ekstern bolig til tre unge. Der er to eksterne boliger til de beboere, som er afklaret, men som i en periode har brug for støtte.

## Knivdrabene

### 7. maj 2014
Onsdag den 7. maj 2014 om formiddagen skulle den 69-årige læge Flemming Møgelmose og den 40-årige socialrådgiver Jan Bundtofte Stryhn tilse den 28-årige på hans værelse på Saxenhøj. Den 28-årige gik amok på forsorgshjemmet og ud over lægen overfaldt han også socialrådgiveren og en anden beboer med en køkkenkniv.
Den 69-årige læge Flemming Møgelmose døde af blodtab og den 40-årige socialrådgiver blev indlagt med alvorlige stiklæsioner. Torsdag den 15. maj 2014 sent om aftenen, afgik den 40-årige socialrådgiver Jan Bundtofte Stryhn ved døden på Rigshospitalets Traumecenter af sine alvorlige indre kvæstelser.
Over for de ansatte og politiet erkendte den 28-årige mand, at han havde begået forbrydelsen. "Jeg har stukket en. Jeg ved godt, hvad jeg har gjort. Jeg er verdens enehersker", sagde den fængslede angiveligt til politiet, da han blev anholdt.
Den 8. maj 2014 blev den 28-årige mand fremstillet i et grundlovsforhør in absentia – altså uden selv at være til stede, hvor han blev varetægtsfængslet i fire uger. Den formodede 28-årige gerningsmand får medicinsk behandling for en meget svær sindssygdom af typen paranoid skizofreni.

## Debat om psykiatrien
Guldborgsund Kommune mener, at man har overholdt alle regler, men daværende socialminister, Manu Sareen (R), har bedt kommunen om en redegørelse. Ekstra Bladet kunne den 31. maj 2014 fortælle at den nu sigtede og fængslede 28-årige, den 9. februar 2014 gik til angreb på tre medarbejdere på Psykiatrisk Center Hvidovre, hvor han ifølge Ekstra Bladets oplysninger forsøgte at stikke et øje ud på en ansat og tilførte en anden et kraftigt spark på knæet.
Flere politikere kom med kritik, efter at bl.a. Politiken på baggrund af dokumenter fra Arbejdstilsynet har beskrevet, at de ansatte ikke fik noget at vide om, hvilken type sindssygdom den 28-årige beboer led af, ligesom de heller ikke fik oplyst, hvor alvorligt syg han var. Han nægtede nemlig at give samtykke til, at Saxenhøj kunne se hans journal, og så måtte psykiatrihospitalet i Vordingborg ikke udlevere oplysningerne til forsorgshjemmet.